# Angelo Jacopucci
Angelo Jacopucci (Tarquinia, 22 dicembre 1948 – Bologna, 22 luglio 1978) è stato un pugile italiano.

Chiamato affettuosamente dai suoi concittadini brigetto, cioè scricciolo, a sottolinearne la struttura fisica esile e l’agilità,  o anche, dalla stampa sportiva, l'Angelo biondo,  preferiva definirsi il Clay dei poveri.
 Ebbe occasione di essere lo sparring partner di Carlos Monzón.
Conquistato il titolo continentale dei pesi medi, lo perse alla prima difesa. Successivamente disputò un match nel tentativo di riprenderselo, riportando lesioni che gli furono fatali, e finendo nel lungo elenco delle vittime del ring.

## Carriera

### Incontri
Esordì tra i professionisti l'8 luglio 1973 sul ring di Tarquinia, sua città natale, dove sconfisse ai punti in sei riprese il britannico Lawrence Ekpeli.
Il 16 agosto 1975, dopo 19 incontri tutti vinti, conquistò il titolo italiano dei pesi medi, battendo ai punti il padovano Luciano Sarti, a Tarquinia. Difese il titolo il 30 gennaio 1976, a Milano, battendo il romano Roberto Benacquista, ai punti in quindici riprese.
Il 4 giugno 1976, sempre a Milano, conquistò la cintura europea dei pesi medi battendo il britannico di origine giamaicana Bunny Sterling, ai punti in 15 round. Il titolo gli fu strappato alla prima difesa ancora a Milano, il 1º ottobre 1976, dal pugile di casa Germano Valsecchi, ai punti in quindici riprese.
Riconquistò il titolo italiano dei medi, al quale aveva rinunciato per difendere quello europeo, il 13 agosto 1977, a Civitavecchia, contro un altro pugile romano, Mario Romersi, per ko tecnico alla nona ripresa.
Il 19 novembre dello stesso anno, a Torino, subì una dura sconfitta contro il non irresistibile britannico Frank Lucas, per ko alla seconda ripresa. Difese poi vittoriosamente il titolo italiano nel maggio 1978, a Lido di Camaiore, contro il cremonese Trento Faciocchi, per ko alla dodicesima ripresa.
La netta affermazione lo convinse di aver superato i traumi del precedente ko subito e ad accettare la chance di combattere ancora per il titolo europeo, lasciato vacante dal francese Gratien Tonna, contro il temibile inglese Alan Minter, già vincitore su Valsecchi (per ko alla quinta ripresa) e sull'anziano fuoriclasse Emile Griffith (ai punti).

### La morte
L’incontro con Minter ebbe luogo il 19 luglio 1978 a Bellaria.
 Alla dodicesima ripresa il match, fino ad allora abbastanza equilibrato, ebbe una svolta drammatica: il pugile tarquiniese, come svuotato improvvisamente di energie, abbassò completamente la guardia, ciò che consentì a Minter di colpirlo ripetutamente e violentemente al volto. Jacopucci era alla mercé dell'avversario: la testa, sbalzata all'indietro, era sottoposta a forti sollecitazioni, mentre i muscoli del collo apparivano inerti, non opponendo più alcuna resistenza. A quel punto ci sarebbero stati tutti i presupposti per una immediata interruzione del match, ma né l'arbitro, né i secondi, né il medico a bordo ring lo ritennero necessario.
 Jacopucci terminò alla fine al tappeto,  venendo dichiarato sconfitto per ko. Rialzatosi, dopo il conteggio totale, volle rassicurare tutti gli astanti sulle sue condizioni.
L'incapacità di chi gli era vicino di valutare appieno i pericoli insiti in quanto avvenuto sul ring e di cogliere le avvisaglie della crisi che si sarebbe manifestata drammaticamente poche ore dopo furono forse elementi decisivi nel determinarne l’esito fatale.
 Jacopucci volle nonostante tutto, molto sportivamente, partecipare, dopo l'incontro, insieme ad alcuni amici e tifosi, alla cena di festeggiamento del neocampione d'Europa, durante la quale, davanti allo stesso Minter, fu colto da malore, con vomito e cefalea. Una volta tornato in albergo, essendosi aggravata la sua sintomatologia, fu trasportato al pronto soccorso di Bellaria, ove gli venne diagnosticata una sospetta emorragia cerebrale; trasferito all’Ospedale Infermi di Rimini, dove giunse già in stato di coma, venne infine trasportato all’Ospedale Maggiore di Bologna, ove giunse alle 4,15 del 20 luglio. Sottoposto, alle 5 di mattina, a un primo intervento neurochirurgico e, successivamente, a un secondo intervento, Angelo Jacopucci alle 19 del 21 luglio 1978 risultava clinicamente privo di vita, quale conseguenza di “ematoma sottodurale frontoparietale destro ed edema cerebrale diffuso”. Il suo cuore continuò a battere ancora qualche ora, grazie all’assistenza dei macchinari, fino alle 10 del 22 luglio 1978, quando fu dichiarata la sua morte. Aveva 29 anni.

## Le conseguenze della morte di Jacopucci nel mondo della boxe
La morte del pugile tarquiniese rappresentò un punto di svolta nella storia del pugilato, in quanto dopo di allora furono apportate modifiche sostanziali nei regolamenti dirette a meglio tutelare la salute degli atleti:
- le riprese per il titolo europeo furono ridotte da quindici a dodici;
- fu richiesta obbligatoriamente la TAC cranica di ciascun pugile nell'ambito delle visite mediche previste di routine;
- non furono più ammessi incontri da disputare in località situate a più di un'ora di tragitto da un centro neurologico.

## In ricordo
- A Tarquinia sono stati dedicati a Jacopucci il palazzetto dello sport, una corsa ciclistica e intitolata una via cittadina
- nel 1990 il gruppo punk rock polacco Kült gli ha dedicato una canzone dal titolo Angelo Jacopucci[10];
- nel 2006 Andrea Bacci ha pubblicato un libro dal titolo L'ultimo volo dell'Angelo biondo, che ricostruisce la vita di Jacopucci (in particolare gli ultimi giorni);
- nel 2016 il cantante Alessandro Biagiola, in arte Prisco, ha dedicato al pugile tarquiniese la canzone "L'Angelo biondo" (il relativo videoclip fu girato nella palestra a lui intitolata).